# Дрізд панамський
Дрізд панамський (Turdus plebejus) — вид горобцеподібних птахів родини дроздових (Turdidae). Мешкає в Мексиці і Центральній Америці.

## Опис
Довжина птаха становить 23-26 см, вага 86 г. Забарвлення переважно оливково-коричнева, горло легко поцятковане білими смужками. Дзьоб чорний, лапи темно-коричневі. У молодих птахів на голові і верхній частині тіла є охристі або оранжеві смужки, а на нижній частині тіла темні плями.

## Підвиди
Виділяють три підвиди:
- T. p. differens (Nelson, 1901) — південно-східна Мексика (Чіапас) і Гватемала;
- T. p. rafaelensis Miller, W & Griscom, 1925 — Сальвадор і Нікарагуа;
- T. p. plebejus Cabanis, 1861 — Коста-Рика і західна Панама.

## Поширення і екологія
Світлочереві дрозди мешкають в Мексиці, Гватемалі, Сальвадорі, Гондурасі, Нікарагуа, Коста-Риці і Панамі. Вони живуть у вологих гірських і хмарних тропічних лісах, зокрема в дубових лісах з великою кількістю епіфітів і моху. Зустрічаються на висоті від 1800 до 3500 м над рівнем моря. Під час негніздового періоду зграї мігрують в долини, на висоті 900 м над рівнем моря. Живляться дрібними плодами, комахами і павуками. Інкубаційний період триває з березня по червень. Гніздо чашоподібне, відносно велике, розміщується серед епіфітів, на висоті від 3 до 12 м над землею. В кладці 2-3 синьо-зелених яйця.